# Gözpınar, Kurtalan
Gözpınar là một xã thuộc huyện Kurtalan, tỉnh Siirt, Thổ Nhĩ Kỳ. Dân số thời điểm năm 2008 là 2.004 người.